# The Make Yourself at Home EP
The Make Yourself at Home è un Ep della band The Starting Line, pubblicato il 25 novembre 2003 dalla Drive-Thru Records. Contiene sei tracce in versione acustica (una delle quali, “The best of Me”, era stata inserita in versione elettrica nell'album Say It Like You Mean It) e un Cd bonus con i video delle versioni live di due loro canzoni (“Classic Jazz” e “Surprise, Surprise”).
In principio l'Ep doveva essere composto solo dalle prime cinque tracce (registrate tra la casa del produttore Bob Jones e il cortile del cantante Kenny Vasoli); in seguito a uno slittamento della data di pubblicazione, Vasoli riuscì a far inserire una sesta canzone, registrata su un autobus durante un loro tour.
Contemporaneamente all'uscita di questo Cd, fu pubblicato anche un Dvd con lo stesso titolo, contenente una serie di esibizioni dal vivo della band.

## Tracce
1. Make Yourself at Home – 3:57
2. Selective – 3:35
3. Playing Favorites – 4:02
4. The Night Life – 4:01
5. The Best of Me – 4:45
6. Lasting Impressions – 3:17

## Formazione
- Mike Golla - chitarra
- Tom Gryskiewicz - vatteria
- Kenny Vasoli - voce e basso
- Matt Watts - chitarra